# Sixpence None the Richer
Sixpence None the Richer (також знаний як Sixpence) — американський християнський альтернативний рок-гурт, яка сформувалася в Нью-Браунфелсі, штат Техас, і зрештою оселилася в Нашвіллі, штат Теннессі. Вони найвідоміші своїми піснями «Kiss Me» і «Breathe Your Name», а також каверами на «Don't Dream It's Over» і «There She Goes». Назва гурту навіяна уривком із книги К. С. Льюїса «Просте християнство».
Гурт отримав дві номінації на премію Греммі: «Найкраще поп виконання дуету або гурту з вокалом» за «Kiss Me» та премію Греммі за найкращий рок госпел альбом за Sixpence None the Richer (1997).

## Історія

### Утворення та ранні роки (1992—1996)
Гітарист і автор пісень Метт Слокум познайомився з Лі Неш на початку 1990-х, вони виросли в одному місті. Вони записали демо, яке поширюється як «The Original Demos», з басистом Ті Джей Белінгом на студії звукозапису Verge Music Works в Далласі, і врешті-решт альбом The Fatherless and the Widow для незалежного лейблу REX Music у 1993 році. Після приєднання нових учасників гурт здійснив тур на підтримку The Fatherless and the Widow. 1995 року гурт випустив This Beautiful Mess.

### Мейнстрім (1997—2004)
У 1997 році гурт підписав контракт з лейблом Стіва Тейлора Squint Entertainment і випустила однойменний альбом, який повільно почав привертати увагу ширшої аудиторії в мейнстрім-індустрії.
У 1998 році «Kiss Me» вийшов як сингл, і привів Sixpence None the Richer у центр уваги національної попмузики. Наступного року вийшов кавер на «There She Goes» гурту The La's. Sixpence з'являвся в Late Show з Девідом Леттерманом, The Tonight Show з Джеєм Лено та численних ранкових ток-шоу.
У гурту був готовий до випуску наступний альбом, але їхній лейбл Squint Entertainment почав розпадатися, залишивши гурт в підвішеному стані на кілька років. Нарешті, Squint Entertainment припинив існування, і альбом Divine Discontent вийшов у жовтні 2002 року.
26 лютого 2004 року Метт Слокум оголосив, що гурт розпався.

### Возз'єднання та Lost in Transition (2007–дотепер)
У листопаді 2007 року Sixpence None the Richer знову об'єдналися. Вони випустили EP My Dear Machine на вебсайті NoiseTrade у 2008 році, це був перший офіційний реліз гурту після збірника The Best of Sixpence None the Richer у 2004 році.
У жовтні 2008 року випустили різдвяний альбом під назвою The Dawn of Grace.
Sixpence підписав контракт з Credential Recordings і виступив на фестивалі Greenbelt у 2009 році у Великобританії. За словами Лі Неш, гурт розпочав запис нового альбому в січні 2010 року. Альбом Lost in Transition вийшов 7 серпня 2012 року.
12 листопада 2016 року гурт виступив на Love Love Rock Festival в Тайбеї, Тайвань.

## Учасники гурту
- Лі Неш — вокал (1992—2004, 2007 — дотепер)
- Метт Слокум — гітара, віолончель (1992—2004, 2007 — дотепер)
- Джастін Кері — бас (1997—2004, 2008 — дотепер)
- Роб Мітчелл — ударні (2001—2004, 2012 — дотепер)

## Дискографія

### Студійні альбоми
- The Fatherless and the Widow (1994)
- This Beautiful Mess (1995)
- Sixpence None the Richer (1997)
- Divine Discontent (2002)
- The Dawn of Grace (2008)
- Lost in Transition (2012)